# Поркјупајн (Северна Дакота)
Поркјупајн (енгл. Porcupine) насељено је место без административног статуса у америчкој савезној држави Северна Дакота.

## Демографија
По попису из 2010. године број становника је 146.
| Група             | 2000.    | 2010.    |
| Белци             | 0 (0,0%) | 0 (0,0%) |
| Афроамериканци    | 0 (0,0%) | 0 (0,0%) |
| Азијати           | 0 (0,0%) | 0 (0,0%) |
| Хиспаноамериканци | 0 (0,0%) | 5 (3,4%) |
| Укупно            | 0        | 146      |